# Gerhard II. (Eppstein)
Gerhard II. von Eppstein (später: Gerhard von Braubach) (* 12. oder 13. Jahrhundert; † 1249) war ein Adliger der älteren Linie des Hauses Eppstein. Die Eppsteiner, denen im Spätmittelalter der Aufbau einer der bedeutendsten Adelsherrschaften in Hessen gelang und die bereits um 1200 reich begütert in Spessart, Taunus und Wetterau waren, waren als Herren hochadlig und stellten im 13. Jahrhundert gleich vier Mainzer Erzbischöfe und Kurfürsten.

## Leben
Gerhard II. war der Sohn von Gottfried I. von Eppstein und dessen Frau Isalda von Wied. Erstmals erwähnt wird er 1223.
Folgende Kinder sind bekannt:
- Gerhard III. von Eppstein-Braubach (* ?; † 1252), ⚭ Elisabeth von Nassau (* ?; † 1306)
- Werner von Eppstein (* ?; † 2. April 1284), Erzbischof von Mainz von 1259 bis 1284